# ヨシヒコ
ヨシヒコは、DDTプロレスリング所属のプロレスラー（として扱われる人形）。
かつては身長160cm、体重3パウンド（約800g）であった。2020年現在の公式サイトのプロフィールでは身長120cm、体重400gとされている。好きな女優はペ・ドゥナ（「空気人形」主演）。マッスル坂井の弟で本名は坂井 ヨシヒコ（良彦）という設定。通称・地獄の墓掘り人形、オランダ・バッドアス（「地獄の墓掘り人」「アメリカン・バッドアス」ことジ・アンダーテイカーに因んだもの、「オランダ」は「ダッチ」ワイフから）。

## 概要
基本的にDDTの興行内やテレビ中継などでは人間として扱われ、人形であることに対しては言及しないのが暗黙の了解となっている。試合では対戦相手、タッグパートナー、セコンド（主に猪熊裕介）などがヨシヒコを操作して試合を演出しており、端的に言ってしまえばプロレスラーがプロレス試合を“構築”するパフォーマンス技術を観衆に披露するためのアイテムであるが、興行や中継でもそれらはヨシヒコが自律的に動いて相手プロレスラーと対戦しているものとして扱われている。
超軽量を活かし、文字通り人間離れしたアクロバティックな動き（実況では「六次元殺法」と言われている）で魅せるが、ありえない方向に関節が曲がる（ダブルジョイント）、リング上から客席の遥か後方まで投げ飛ばされる、試合中に全身から空気が抜けて体が萎む、手足がちぎれる、頭部から脳（詰め物）が飛び出すなどといったアクシデントが頻繁に起こる。
そのようなアクシデントが起こった時は医務室に運ばれ退場するが、数分後に会場が暗転し、変身した姿（主にジ・アンダーテイカー、グレート・ムタなど他のレスラーのパロディ）で復活する。そのため、テレビ中継で実況解説を務める村田晴郎、鈴木健は、「ヨシヒコは数人（数体）存在するのではないか？」との見解を示したが、DDTパンフレット2009年冬号の単独インタビューにてその説をキッパリ否定した。
WWEのバックステージで、当時WWEに在籍していたカート・アングルがDDTのビデオを鑑賞していたところヨシヒコの試合を大絶賛し、通りかかったリック・フレアーが「ウーム……」と唸ったとの情報がある。ただこれについては異説もあり、高木三四郎はTAJIRIから聞いた話として「TAJIRIがヨシヒコのビデオを見ていたところ、リック・フレアーが「これがプロレスだ!」と大絶賛し、トリプルHが唸った」と語っている。実況では「カート・アングルが認めた男」として紹介されている。

## 略歴
2005年2月9日にマッスル坂井の弟・良彦というギミックでDDTに登場。猪熊戦闘員と激闘を繰り広げたが、その後、全身が風船のように萎むという謎の病気（空気漏れ）で戦線を離脱する。
2009年4月5日に男色ディーノが、ミツボシ店長となった猪熊裕介と、両国では裏方に回ったマッスル坂井の意思を継ぐ男としてパートナーに指名されたのを機に復帰。復帰初戦、PIZAみちのく&アントーニオ本多組に対してアクシデントがありながらも毒霧で勝利を飾り、飯伏幸太&ケニー・オメガ組が持つKO-Dタッグ王座に挑戦。内臓や脳みそが出ながらも奮戦したが惜敗。
その後、矢郷良明が持つアイアンマンヘビーメタル級王座を奪取し、王者として8月23日の両国ピーターパン 〜大人になんてなれないよ〜に参戦。ロイヤルランブル形式で行われた防衛戦で、登場間もなく大鷲透に場外に投げ飛ばされ王座を失うが、終盤に大銀杏、まわしを纏った相撲ヨシヒコとして再登場。一旦は大鷲に再び敗れるも、試合後に大鷲を丸め込み王座を奪還する。
2009年10月25日、DDT後楽園ホール大会にてKO-D無差別級王者飯伏幸太とダブルタイトルマッチにて対戦。2ポンドから3ポンドにパンプアップし、ハルク・ホーガンを彷彿とさせるスタイルで登場。所属ユニットベルトハンター×ハンター全員をバックに万全の態勢で臨み、途中カナディアン・デストロイ8連発など超人的な技を繰り出し飯伏を追い詰めるが、25分に及ぶ死闘の末、飯伏のフェニックス・スプラッシュからの片エビ固めで初のピンフォール負けを喫した。しかし、ベルトハンター×ハンターの巧妙な演技により油断した飯伏を首固めで丸め込み、アイアンマンヘビーメタル級王座を再奪取した。なお、この時ディーノと高梨にマスクを取られ、ロボ超人の素顔を晒した。
2009年12月31日、天下三分の計大みそか年越しスペシャル（後楽園ホール）の大ボーナストラック、108人年越しランブルに参戦。ヨツカイダーをウラカン・ラナで失格にさせたが真霜拳號、宮本裕向らの猛攻を受け防戦一方、なぜか“乳首つながり”でアブドーラ・小林と意気投合。最後は2人揃ってオーバーザトップロープで失格になった。なお、入場時には108人中一番と思われる大歓声を浴び、人気ぶりを証明した。
2010年6月13日、BHHの佐藤光留、石井慧介とともに東京愚連隊からUWA世界6人タッグ選手権を奪取し、両国ピーターパン2010 〜夏休み ああ夏休み 夏休み〜での6人タッグ三冠戦への参戦を表明した。
2010年9月12日、石井慧介をパートナーにキャンプ場プロレスに初参戦。キャンプファイヤーを顔面に食らうなど危ない場面が多かったが最後はヨシヒコデストロイで飯伏幸太からフォール勝ちした（このときにヨシヒコが風呂嫌いであることが関係者から明かされた）。
2010年10月3日、ユニオンプロレス（新宿FACE）に重傷を負った猪熊裕介の代役として諸橋晴也とタッグを結成するも、パートナーの諸橋がビッグ村上の大外刈りに敗れてしまった。
2011年4月29日、KAIENTAI-DOJOのGWSP6（千葉ブルーフィールド）にて初めてDDT、ユニオン以外の団体に参戦する。飯伏幸太をパートナーにWEWハードコアタッグ選手権に挑戦したが、関根龍一のハードコアボディープレスでピンフォール負けを喫した。
2013年の両国国技館大会【両国ピーターパン2013～プロレスの傾向と対策～】では、美輪明宏が憑依した『アキヒロ』として登場。
スピリチュアル・コースターなる技でアイアンマンヘビーメタル級選手権を奪取した。
2015年2月15日、さいたまスーパーアリーナコミュニティアリーナ大会においてKO-D無差別級王者を奪取した飯伏幸太が試合後のマイクでヨシヒコを挑戦者に指名し、3月21日の春日部ふれあいキューブ大会で挑戦することが決定した。
3月21日の春日部ふれあいキューブ大会において、KO-D無差別級王者飯伏幸太に挑戦。5年半前を上回るカナディアン・デストロイ9連発を繰り出すなどしたが、シットダウン式ラストライドからフェニックス・スプラッシュからの片エビ固めで敗れた。
2020年7月、初の単独アメリカ遠征を行い、ニュージャージー州アトランティックシティで開催された「GCW Homecoming Weekend PART 2」において、ジョーイ・ジャネラとアイアンマンヘビーメタル級タイトルマッチを行ったが、惜しくも敗れベルトは海外流出してしまった。
2021年11月14日、CyberFightの動画配信サイト「WRESTLE UNIVERSE」にて自らがホストを務めるトーク番組「ヨシヒコと君と」の第1回が配信された。
2022年4月、年内限定という触れ込みでTwitterアカウントを開設。実際は2023年以降もそのまま運用されている。

## 獲得タイトル
DDTプロレスリング
- アイアンマンヘビーメタル級王座:第814代、第823代、第825代（相撲ヨシヒコ）、第827代、第970代、第1010代、第1060代、第1166代、第1210代、第1276代、第1315代、第1352代、第1361代、第1485代、第1693代、第1700代
- KO-D8人タッグ王座:第6代（パートナーは大鷲透、アントーニオ本多、平田一喜）

Banger Zone Wrestling
- BZWタッグ王座:第6代（パートナーはMAO）[5]

その他
- UWA世界6人タッグ王座:第43代（パートナーは佐藤光留、石井慧介）

## 得意技
輪廻転生
デジャ・ヴの要領で相手の体の周りを数回転し、最後はウラカン・ラナで丸め込む技。
盛者必衰
輪廻転生と同様に相手の体の周りを数回転した後、両足で相手の足に絡みつき動きを取れなくしてからスリーパーで締め上げる変形ジャベ。
六道輪廻
コーナートップで相手を抱きかかえたままムーンサルトで飛んでリングに叩きつけ、そのままフォールを奪う技。
高速ラウンディングボディプレス
毒霧
口部に霧吹きのようなものが見られる。
サイコミュ式チョークスラム
もがれた腕で相手の首を掴み、相手を叩きつける。
ヨシヒコ・デストロイ・インフィニティー
カナディアン・デストロイを8連発で見舞う荒技。
予備動作のない各種高速六次元殺法
ドラゴン・ラナ
デビュー当初のフィニッシャー。
スピリチュアルコースター
アキヒロ名義での技。人工衛星ヘッドシザースからのロコモーション式高速フランケンシュタイナー。